# Катастрофа Ту-16 на аэродроме Травяны
Катастрофа Ту-16 на аэродроме Травяны — авиационная катастрофа, произошедшая 24 мая 1974 года с военным самолётом Ту-16А на аэродроме Каменск-Уральский (Травяны). 

## Самолёт
Ту-16 модель Ту-16А ( бортовой номер 12, заводской 5201508 ) был произведён на Казанском Авиационном Заводе имени С.П. Горбунова и работал в ВВС СССР в период с марта 1955 года до 24 мая 1974 года.

## Экипаж
- Командир корабля — лётчик третьего класса капитан Грошев О.А.

- Помощник командира корабля — С. Чудинов (курсант четвёртого курса Тамбовского ВВАУЛ).

- Штурман — курсант С. Литкевич.

- Штурман-инструктор — капитан Поспелов.

- КОУ — прапорщик Жижин.

- ВСР — рядовой Филлипов.

605 УАП ЧВВАКУШ, аэродром Травяны (город Каменск-Уральский).

## Хронология событий
При посадке самолёт коснулся не бетонного, а грунтового покрытия (не долетел до ВПП).
В 13:55 по местному времени при выполнении учебно-тренировочного полёта днём в простых метеоусловиях при заходе на посадку на аэродром Травяны самолёт задел колёсами грунт, тем самым не долетев до взлётно-посадочной полосы. После удара хвостовой частью об грунт откололись хвостовое оперение и бомболюк, кабина экипажа по переднюю стойку шасси надломилась, после удара самолёт подбросило на 50—80 метров над поверхностью ВПП. В воздухе он стал переворачиваться через носовую часть, когда самолёт рухнул около ВПП, по инерции продолжал переворачиваться и взорвался.

## Последствия катастрофы
Из шести человек находившихся на борту самолёта четверо погибли (Грошев О.А., Чудинов С., Литкевич С., Штурман-инструктор капитан Поспелов), двое людей в корме самолёта (КОУ прапорщик Жижин, ВСР рядовой Филлипов) получили ранения, но остались живы.